# Кубок Англии по футболу 1871/1872
Кубок Англии по футболу 1871/72 — первый розыгрыш старейшего футбольного турнира в мире, Переходящего кубка Футбольной ассоциации, также известного как Кубок Англии. На момент первой жеребьёвки розыгрыша Кубка в нём было заявлено 15 футбольных клубов, три из которых впоследствии снялись с розыгрыша, не сыграв ни одной игры.
Турнир начался 11 ноября 1871 года первым раундом и завершился финалом, который прошел 16 марта 1872 года на стадионе «Кеннингтон Овал», в Лондоне, где «ФК Уондерерс» победил «Ройал Энджинирс» со счетом 1:0 и стал первым в истории английского футбола обладателем Кубка Англии. Автором этого единственного гола стал Мортон Беттс, который играл под псевдонимом «А. Г. Чекер».
Ведущий шотландский клуб «Куинз Парк» принял участие в турнире и ему удалось добраться до полуфинала, но из-за того что его противник снялся с турнира в третьем раунде он прошел дальше. После двухматчевой нулевой ничьей с «Уондерерс», они отказались от переигровки и снялись с турнира, дав своим оппонентам легкий путь в финал. Во время турнира использовались нормы, по которым, в случае ничьей, обе команды могли перейти в следующий раунд по усмотрению оргкомитета, такое произошло в двух случаях.

## Квалификация
Футбольная ассоциация, руководящий орган футбола в Англии, была сформирована в 1863 году, но за первые восемь лет своего существования, её члены играли только товарищеские матчи друг против друга, и местные турниры. В 1871 году, Чарльз Алкок, секретарь Ассоциации, задумал открытый турнир на вылет для всех клубов-членов ассоциации, с вручением победителям трофея. Вдохновение к Алкоку пришло во время своего пребывания в «Харроу Скул», где домашние школьные команды участвовали в ежегодном турнире под названием «Cock House». Пятьдесят клубов были допущены к участию первого розыгрыша Кубка Англии, но только двенадцать согласились на этот турнир: «Аптон Парк», «Барнс», «Уиндзор Хоум Парк», «Клэпем Роверс», «Кристал Пэлас», «Лозанна», «Ройал Энджинирс», «Уондерерс», «Хампстед Хетенс», «Харроу Скул», «Харроу Чекерс» и «Сивил Сервис». Однако перед первым туром «Виндзор Хоум Парк», «Лозанна» и «Харроу Скул» снялись с турнира, что привело к сокращению числа участников до девяти. Шесть других клубов согласились на вступление в турнир, однако, в том числе ведущий клуб из Шотландии, «Куинз Парк».
Большинство оригинальных клубов-участников ныне уже не существуют. «Куинз Парк» продолжал участие в Кубке Англии до 1887 года, когда Шотландская футбольная ассоциация запретила своим клубам-членам участвовать в английских турнирах. Этот клуб по-прежнему принимает участие в нижних лигах Шотландской Футбольной лиги. «Марлоу» и «Мэйденхэд» (в настоящее время «Мэйденхэд Юнайтед») по-прежнему существуют, и каждый пропустил только один сезон в истории розыгрыша турнира. Команда «Сивил Сервис» по-прежнему существует, играя в Любительском футбольном Альянсе. Команда «Кристал Пэлас» от 1871—1872, никак не связана с современным клубом «Кристал Пэлас». Команда «Хитчин» в 1870 году была расформирована, а затем уже в 1928 году вновь создана как «Хитчин Таун».

## Календарь
| Раунд        | Дата                      | Кол-во матчей | Кол-во клубов | Новые клубы |
| ------------ | ------------------------- | ------------- | ------------- | ----------- |
| Первый раунд | 11 ноября 1871            | 7 (4 сыграно) | 14 → 9        | 14          |
| Второй раунд | 16 декабря 1871           | 5 (4 сыграно) | 10 → 5        | 1           |
| Третий раунд | 20-27 января 1872         | 2             | 5 → 4         | нет         |
| Полуфиналы   | 17 февраля — 5 марта 1872 | 2             | 4 → 2         | нет         |
| Финал        | 16 марта 1872             | 1             | 2 → 1         | нет         |

## Первый раунд
Хотя в первом раунде было запланировано семь матчей, сыграно было лишь четыре. «Уондерерс» и «Ройал Энджинирс» прошли во второй раунд из-за того, что их противники снялись с турнира, также как «Куинз Парк» и «Донингтон Скул» не смогли договориться о дате и времени игры, то они оба получили разрешение на выход во второй раунд без игры. Из-за наличия нечетного числа абитуриентов «Хампстед Хетенс» тоже были пропущены во второй раунд. Первый гол в Кубке Англии забил Джарвис Кенрик из «Клэпем Роверс».
| # | Домашняя команда | Счёт   | Выездная команда | Посещаемость |
| - | ---------------- | ------ | ---------------- | ------------ |
| 1 | Барнс            | 2:0    | Сивил Сервис     | 1200         |
| 2 | Хитчин           | 0:0    | Кристал Пэлас    | 750          |
| 3 | Мейденхед        | 2:0    | Марлоу           | 1287         |
| 4 | Куинз Парк       | v      | Донингтон Скул   | н/д          |
| 5 | Аптон Парк       | 0:3    | Клэпем Роверс    | 1500         |
| 6 | Ройал Энджинирс  | н/д    | Рейгейт Приорити | н/д          |
| 7 | Уондерерс        | н/д    | Харроу Чекерс    | н/д          |
| 8 | Хампстед Хетенс  | дальше |                  | н/д          |

- «Куинз Парк» и «Донингтон Скул» не смогли договориться о дате и времени игры, то они оба получили разрешение на выход во второй раунд.
- «Хитчину» и «Кристал Пэлас» было разрешено перейти во второй раунд без переигровки.

## Второй раунд
Во втором раунде «Куинз Парк» и «Донингтон Скул» вновь играют вместе. На этот раз «Донингтон Скул» заявил о снятии с турнира, это означало, что «Куинз Парк» выходит в третий раунд, все ещё не сыграв ни одного матча. Матч между «Барнсом» и «Хампстед Хетенс» закончился вничью, но на этот раз, пришлось играть переигровку для прохода в следующий раунд, и «Хампстед Хетенс» победили.
| #           | Домашняя команда | Счёт | Выездная команда | Посещаемость |
| ----------- | ---------------- | ---- | ---------------- | ------------ |
| 1           | Барнс            | 1:1  | Хампстед Хетенс  | 1200         |
| переигровка | Хампстед Хетенс  | 1:0  | Барнс            | 600          |
| 2           | Кристал Пэлас    | 3:0  | Мейденхед        | 1535         |
| 3           | Хитчин           | 0:5  | Ройал Энджинирс  | 750          |
| 4           | Уондерерс        | 3:1  | Клэпем Роверс    | 2000         |
| 5           | Куинз Парк       | н/д  | Донингтон Скул   | н/д          |

## Третий раунд
Из-за наличия нечётного количества команд в конкурсе, «Куинз Парк» получил право выхода в следующий раунд и таким образом они достигли полуфинала, не сыграв ни одного матча в турнире. Матч между «Уондерерс» и «Кристал Пэлас» закончился вничью, и обе команды были допущены в полуфинал. «Ройал Энджинирс» вышел в полуфинал после убедительной победы над «Хампстед Хетенс». «Хампстед Хетенс» больше никогда не выступали в этом турнире.
| # | Домашняя команда | Счёт   | Выездная команда | Посещаемость |
| - | ---------------- | ------ | ---------------- | ------------ |
| 1 | Ройал Энджинирс  | 3:0    | Хампстед Хетенс  | 1800         |
| 2 | Уондерерс        | 0:0    | Кристал Пэлас    | 2000         |
| 3 | Куинз Парк       | дальше |                  | н/д          |

- «Уондерерс» и «Кристал Пэлас» закончился вничью, и обе команды были допущены в полуфинал без переигровки.

## Полуфиналы
Все матчи этого этапа конкурса года были сыграны на стадионе «Кеннингтон Овал» в Лондоне. Оба полуфинала закончились нулевой ничьей и поэтому понадобились переигровки. Так как «Куинз Парк» не мог позволить себе долгую поездку из Глазго второй раз, поэтому снялся с турнира, уступив «Уондерерс» место в финале. «Ройал Энджинирс» обеспечил себе второе место в финале, победив «Кристал Пэлас» со второй попытки.
| Кристал Пэлас | 0:0 | Ройал Энджинирс |
| ------------- | --- | --------------- |
|               |     |                 |

| Куинз Парк | 0:0 | Уондерерс |
| ---------- | --- | --------- |
|            |     |           |

### Переигровка
| Ройал Энджинирс | 3:0 | Кристал Пэлас |
| --------------- | --- | ------------- |
|                 |     |               |

| Уондерерс | н/д | Куинз Парк |
| --------- | --- | ---------- |
|           |     |            |

## Финал
Финал состоялся на стадионе «Кеннингтон Овал» в Лондоне между «Уондерерс» и «Ройал Энджинирс». «Ройал Энджинирс» был ведущим представителем тактики прохождения мяча, который в то время был известен как «комбинация игры» и считается весьма инновационным в то время, когда большинство команд предпочитали полагаться исключительно на дриблинг. Несмотря на это, «Уондерерс» доминировал всю игру и выиграл со счётом 1:0, гол забил на 15 минуте Мортон Беттс. По неясным причинам, Беттс играл в финале под псевдонимом «А. Г. Чекер», полученный от его принадлежности клубу «Харроу Чекерс».
| Уондерерс | 1:0     | Ройал Энджинирс |
| --------- | ------- | --------------- |
| Беттс 15′ | (отчёт) |                 |